# Stadion an der Kreuzeiche
Het Stadion an der Kreuzeiche is een multifunctioneel stadion in Reutlingen, een plaats in Duitsland. 
In het stadion is plaats voor 15.228 toeschouwers. Het stadion werd geopend in 1953 en gerenoveerd in 2003.
Het stadion wordt vooral gebruikt voor voetbalwedstrijden, de voetbalclub SSV Reutlingen 05 maakt gebruik van dit stadion. Het werd ook gebruikt voor het Europees kampioenschap voetbal mannen onder 19 van 2016. Dat toernooi werd in Duitsland gespeeld en in dit stadion waren twee groepswedstrijden.